# Rezonator (anatomia)

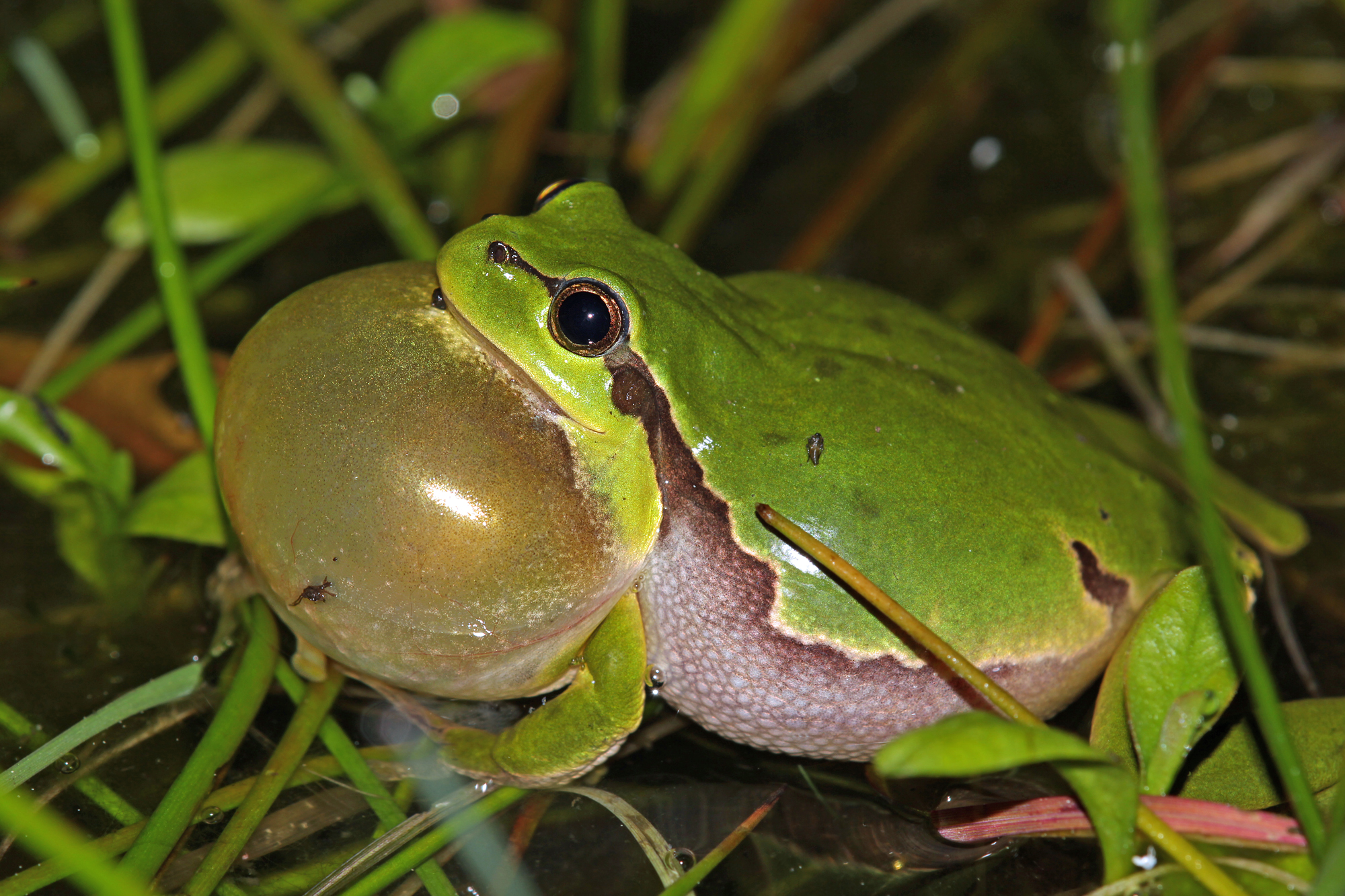
Rezonator u rzekotki drzewnej

Rezonator, worek głosowy – uchyłek jamy gębowej występujący u samców większości gatunków płazów bezogonowych służący do zwiększenia mocy odgłosów wydawanych podczas okresu godowego na zasadzie rezonansu akustycznego. W zależności od gatunku, worki głosowe mogą być:
- pojedyncze zewnętrzne (umiejscowione w kątach pyska pod dolną szczęką, np. u rzekotki drzewnej[1][3]),
- podwójne zewnętrzne (np. u Trachycephalus resinifictrix[1]),
- podwójne wewnętrzne (znajdujące się pod językiem, np. u żaby trawnej[1][3]).